# کوموجانکا
کوموجانکا (به لهستانی:  Komodzianka) یک روستا در لهستان است که در گمینا فرامپول واقع شده‌است. کوموجانکا  ۳۲۲ نفر جمعیت دارد.